# Пара Брахман
Пара Брахман (санскрит : परब्रह्मन्) ( IAST : IAST: Para Brahman ) — «Высший Брахман», который находится за пределами всех описаний и концептуализаций. В индуистских текстах он описывается как бесформенный (в том смысле, что он лишен майи) дух (душа), который вечно пронизывает все, всюду во вселенной и все, что находится за ее пределами.
Индуисты концептуализируют Пара Брахман различными способами. В традиции Адвайта Веданты Ниргуна Брахман (Брахман без атрибутов) является Пара Брахманом. В традициях Дваты и Вишиштадвайты Веданты Сагуна Брахман (Брахман с качествами) — это Пара Брахман. В Вайшнавизме, Шиваизме и Шактизме Пара Брахманом являются соответственно Вишну, Шива и Шакти. Секта Ганапатьи считает Пара Брахманом Махаганапати. 

## Этимология
Пара — это санскритское слово, означающее «выше» в одних контекстах и «высший или верховный» в других.
Брахман обозначает высший универсальный принцип в индуизме, высшую реальность во вселенной.  В основных школах индуистской философии это материальная, эффективная, формальная и конечная причина всего, что существует.    Брахман является ключевой концепцией, которая содержится в Ведах и широко обсуждается в ранних Упанишадах.
Пара Брахман означает «Высший Брахман». Это сочетание встречается в ранней литературе Адвайта Веданты.

## Адвайта Веданта — Ниргуна Брахман
Ниргуна Брахман (деванагари ब्रह्मन् ब्रह्मन्, Ниргуана Брахман), Брахман без формы и качеств, — это Пара Брахман, высший Брахман. Согласно Ади Шанкаре, Ниргуна Брахман — это Пара Брахман,    состояние полного познания себя как тождественного с трансцендентным Брахманом, состоянием ментально-духовного просветления (Джнана йога).  Это контрастирует с Сагуна Брахманом, который является состоянием любящего осознавания (бхакти-йога).  Адвайта Веданта недвойственно считает, что Брахман божественен, Божество — Брахман, и это идентично тому, что есть Атман (душа человека, внутренняя сущность) и ниргуна (без атрибутов), бесконечность, любовь, истина, знание «бытие-сознание-блаженство».
Согласно Элиоту Дойчу, Ниргуна Брахман — это «состояние бытия»  в котором все дуалистические различия между собственной душой и Брахманом стираются и преодолеваются.  Напротив, Сагуна Брахман - это место, где различия гармонизируются после того, как была принята двойственность между собственной душой и Брахманом.
Адвайта описывает особенности недуалистического опыта  в котором субъективный опыт также становится «объектом» знания и феноменальной реальности. Абсолютная Истина является как субъектом, так и объектом, поэтому качественной разницы нет: 
- «Ученые трансценденталисты, знающие Абсолютную Истину, называют эту недвойственную субстанцию Брахманом, Параматмой или Бхагаваном». (Бхагавата-пурана 1.2.11) [16] [17]
- «Кто бы ни осознал Верховного Брахму, он достигает высшего счастья. Этот Верховный Брахма есть Вечная Истина (сатьям), Всеведущий (джнанам), Бесконечный (анантам)». (Тайттирия-упанишада 2.1.1) [18]

Упанишады утверждают, что Верховный Брахма — это Вечный, Сознательный и Блаженный Сатчитананда . Реализация этой истины такая же, как и сама эта истина: 
- «Единый — это Блаженство. Тот, кто воспринимает Блаженного, источник удовольствия, навсегда становится блаженным». (Тайттирия-упанишада 2.7.1-2) [note 1]
- «Истинно знай, что Всевышний — это Блаженство». (Брихадараньяка-упанишада 2.9.28)

## Вайшнавизм
В Вайшнавизме Вишну или Кришна (среди других воплощений Вишну) считается Пара Брахманом. Вишну в его универсальной форме считается высшим. Согласно Бхагават-пуране, когда Арджуна спросил истинную реальность о Кришне, он открыл свою форму Парабрахмана, показывающую, что он является высшей формой душ, демонов, божеств и качеств, а именно, саттвы, раджаса и тамаса.

## Шиваизм
В шиваизме Шива — Пара Брахман. Парашива, высшая форма Господа Шивы, считается Пара Брахманом. Согласно мифологии, Парашива - это единственное воплощение всех душ и божеств. Он также изображен как единственный Адипуруша или Махадева . 

### Кашмирский шиваизм
В Кашмирском Шиваизме Свачханда Бхайрава считается высшей формой Господа Шивы. Кашмирский шиваизм рассматривает Свачханда Бхайраву как Пара Брахман. Кашмирский шиваизм считает Турью, четвертое состояние сознания, Брахманом. Это не бодрствование, сновидение или глубокий сон. В действительности, оно существует в соединении между любым из этих трех состояний, то есть между бодрствованием и сном, между сном и глубоким сном, а также между глубоким сном и бодрствованием. , В Кашмирском Шиваизме существует пятое состояние сознания, называемое Турийатита - состояние за Турьей, которое представляет Парабрахмана. Турийатита, также называемого пустотой или шуньей, — это состояние, в котором человек достигает освобождения, иначе известного как дживанмукти или мокша .  

## Шактизм
В Шактизме Деви Махакали, Деви Трипура Сундари является высшей формой Деви Ади парашакти, которая считается Пара Брахманом или энергией Брахмана, высшей реальностью, неразделимо. Согласно Деви Суктам и Шри Суктам в Ригведе, она является чревом всего творения. Таким образом, Махалакшми — это эпитеты Брахмамайи, что означает «Она, чья Сущность есть Брахман». Парвати Ас Лалита Трипура Сундари Ее вечная обитель называется Манидвипа . 

## Сикхизм
Парбрахм считается высшей реальностью в сикхизме. Он также известен как «Акаал пурах» (бессмертное существо) и также известен как мантра «Вахегуру». 
Сикхское писание и последний сикхский гуру, Шри Гуру Грантх Сахиб, относится к Парбраму со множеством прилагательных и существительных, таких как Ниранкар, Ниранджан, Бхагат Ваххал, Кирпал, Даял, Дин Даял, Мадхо, Раам, Хари, Аллах, Рахим, Карим Рехман, Парвардигар, Сахиб, Малик и др. ...  